# 杜伊勒里宫
杜伊勒里宫曾是法国的王宫，位于巴黎塞纳河右岸，於1871年被巴黎公社当局焚毁。

## 历史

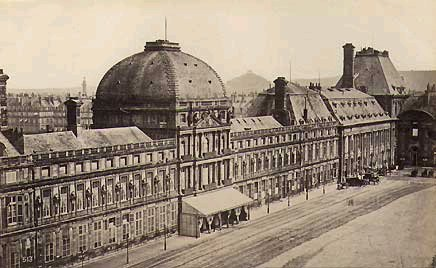
杜伊勒里宫东立面，面向卢浮宫广场

1559年法国国王亨利二世去世后，其遗孀卡特琳·德·美第奇决定搬出亡夫居住的卢浮宫，另建新宫。1564年，卡特琳·德·美第奇下旨在卢浮宫西面约250米远的地方营建杜伊勒里宫。“杜伊勒里”的名字来于该处的一座石灰窑（tuileries）。
杜伊勒里宫的设计师为菲利贝·德·洛梅（Philibert de l'Orme），他在设计时参考了意大利文艺复兴时代的宫殿建筑，将布局设计成南北向的长条形宫殿，西侧的所有主要房间均面向西边的杜伊勒里花园。宫殿主体建筑为两层，一层为举行礼仪活动的公用空间，二层布置国王及王后的卧室和起居室等私人空间。二层之上有阁楼屋顶。建筑正立面中央为圆穹顶，两翼为法式方穹顶。杜伊勒里花园的布局仿照美第奇太后的故乡——意大利佛罗伦萨的花园，布局对称，并种植了来自意大利的柠檬、柑桔等植物。宫殿于17世纪初完工，由“花廊”（Pavillion de Flore）与卢浮宫相连。
自亨利三世至路易十三，法国国王均往来居住于杜伊勒里宫与卢浮宫两处宫殿中。瓦卢瓦王朝的国王居住在空间封闭的卢浮宫的时间更多一些，1588年“三亨利之战”中，吉斯公爵亨利一世曾下令其私兵和巴黎市民围困卢浮宫，攻打亨利三世。波旁王朝的几位君主喜欢更为开敞的空间，因此亨利四世和路易十三住在杜伊勒里宫的时间较多。

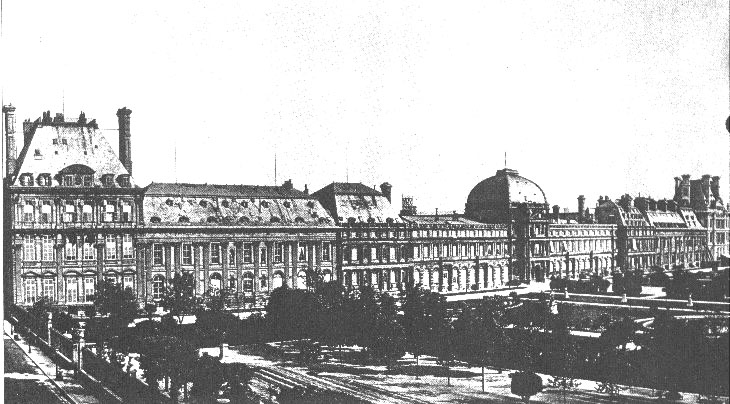
杜伊勒里宫西立面，面向杜伊勒里花园

1664年，路易十四下令翻盖卢浮宫，重建其东立面，但杜伊勒里宫未做任何改建。路易十四命令园林设计师勒诺特（André Le Notre）重新设计了杜伊勒里花园的花坛和桔园。1682年，法国宫廷移往新落成的凡尔赛宫，杜伊勒里宫被遗弃，此后100多年间被空置（只有几次法国国王使用过里面的王家剧场），其花园则成为巴黎市民喜爱的度假地。
法国大革命爆发后，巴黎市民于1789年10月6日集群前往凡尔赛宫请愿，随后将路易十六及其家人挟至巴黎城内，安置于杜伊勒里宫。1791年6月20日，路易十六和王后玛丽·安托瓦内特从宫中出逃，但在边境被人截获。1792年8月10日，巴黎发生反君主制的暴动，暴民冲击宫廷，国王和王后不得不逃至立法会议寻求庇护。9月21日成立国民公会，路易十六王位被废，法国改制共和。此后不久，由于一名锁匠的揭发，共和政府在杜伊勒里宫内搜出了一处秘密夹室，起获了国王和王后与奥地利、英国等敌国联络的大量秘密信件。此后杜伊勒里宫先后被国民公会和公共安全委员会占用。
1799年雾月政变后，拿破仑一世宣布杜伊勒里宫为第一执政的官邸。1804年拿破仑称帝后，杜伊勒里宫改称为皇宫。拿破仑之所以选择杜伊勒里宫而非凡尔赛宫作为自己的皇宫，是因为凡尔赛宫的名字已与波旁王朝君主的穷奢极欲、横征暴敛和专权统治联系在一起，惧怕搬入凡尔赛宫会激怒民众。另外凡尔赛的宫殿建筑过于庞大，经过大革命的劫掠和破坏，要恢复其往日的壮丽，在财力和物力上已不可能。

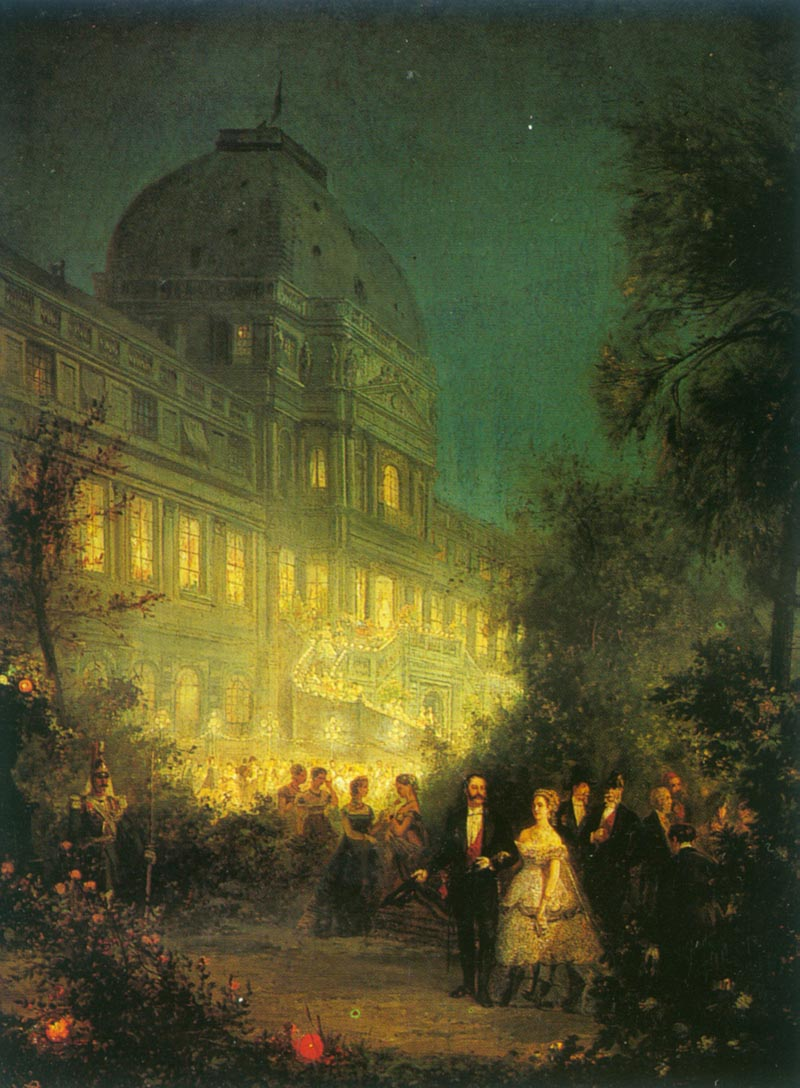
第二帝国时期杜伊勒里宫的晚会，1867年6月10日

但是，拿破仑在位时期也对杜伊勒里宫-卢浮宫建筑群进行了扩建，建造了面向里沃利林荫路的北翼建筑，并在由此围合起来的巨大广场中修建了古罗马风格的骑兵凯旋门（Arc de Triumph du Carrousel），作为杜伊勒里宫的正门。1806年拿破仑将柏林勃兰登堡门顶端的铜驷马车运回法国，曾计划将其安放于骑兵凯旋门之上。
拿破仑一世时期，杜伊勒里宫的宫殿内部也经过了大规模重新装修，拿破仑聘请大量建筑师和艺术家，对其踵事增华，为宫中添置了许多新家具、陈设、油画和壁画，尤其精心布置了皇后約瑟菲娜·德博阿爾內的大卧室。这一时期的杜伊勒里宫成为拿破仑时期“帝国式”装饰风格的典范。
1814年拿破仑第一次退位后，杜伊勒里宫成为复辟的波旁王朝路易十八的王宫。出于与拿破仑同样的考虑，路易十八也没有恢复凡尔赛宫的王宫地位。1830年法国七月革命期间，杜伊勒里宫第三次遭到巴黎市民的围攻，查理十世逃往凡尔赛。随后建立的七月王朝仍以杜伊勒里宫为王宫。1848年革命期间，巴黎市民于2月28日第四次围攻了杜伊勒里宫，杀死了守卫宫廷的大量瑞士卫队士兵。
由于杜伊勒里宫在1848年革命中遭到抢劫和破坏，革命后建立起的第二共和国将爱丽舍宫定为总统府，但是1851年路易·波拿巴发动政变、改共和为帝制并自称拿破仑三世后，杜伊勒里宫再度成为皇宫。
拿破仑三世时期是杜伊勒里宫的黄金时期，拿破仑三世对宫殿建筑进行了大规模的维修翻建和重新装修，宫内金碧辉煌，豪华壮观，经常举行各种盛大的庆典、典礼、宴会和游园会。1855年维多利亚女王访法期间曾下榻于杜伊勒里宫中。
拿破仑三世时期，还完成了持续半个世纪之久的杜伊勒里宫-卢浮宫建筑群扩建工程，在宫前围起了面积巨大的“拿破仑广场”。在奥斯曼男爵主持的巴黎城市改建工程中，杜伊勒里宫的立面形状成为巴黎主要干道旁新建的各主要公共建筑、饭店、公寓模仿的对象，这种被称为“第二帝国式”的建筑风格甚至传到了英国和美洲。

## 焚毁与拆除

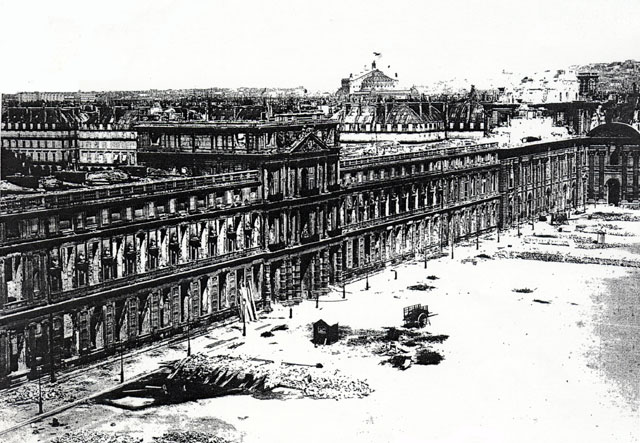
杜伊勒里宫的废墟

1870年7月19日普法战争爆发，拿破仑三世带病出征，在色当战败被俘，法兰西第二帝国灭亡。随后成立的第三共和国面临内忧外患，1871年3月18日巴黎市民举行起义，成立巴黎公社。
1871年5月23日，法国政府军攻入巴黎，公社当局见面临失败，下令焚毁巴黎的各主要建筑，包括杜伊勒里宫、卢浮宫、卢森堡宫、巴黎歌剧院、巴黎市政厅、内政部、司法部、王宫（Palais Royal）、以及香榭丽舍大街两旁的豪华饭店和高级公寓楼，“宁愿见其消亡，也不留给敌人”。在这一口号的怂恿下，12名公社社员于23日晚7时携带焦油、沥青和松节油，至杜伊勒里宫内纵火。大火燃烧了两天，至5月25日方被政府军和巴黎消防队扑灭，但宫殿建筑已被全部焚毁，只剩下外壳。与杜伊勒里宫相连的卢浮宫花廊和马尔赞廊也被公社社员纵火烧毁，但存放有大量艺术珍品的卢浮宫主体建筑——卡利庭院奇迹般地幸存下来。
此后11年间，杜伊勒里宫的废墟一直伫立在原址。尽管内部被完全焚毁，但其外立面依然完好，可以复建。事实上，被完全焚毁的巴黎市政厅和卢浮宫侧翼等建筑都已在19世纪70年代按原样重建。但经过反复权衡，第三共和国政府决定不修复杜伊勒里宫，因为这座宫殿已经成为法国君主制和帝制的象征物。
1882年，法国国民大会决定拆除杜伊勒里宫废墟，并以33000法郎（约合2005年的13万美元）的价格将其卖给了一家私人承包商。奥斯曼男爵和其他一些法国建筑家、艺术家强烈反对政府的这一决定，称这是对法国艺术和历史的犯罪。尽管这样，杜伊勒里宫废墟还是于1883年9月30日拆除完毕。一些大理石饰件作为纪念品卖给了收藏家。
杜伊勒里宫拆除后，原来一直封闭在广场中的卢浮宫庭院第一次暴露在城市景观中，并成为巴黎东西历史轴线的起点。这条轴线起自苏利庭院，经杜伊勒里花园、协和广场、香榭丽舍大道至凯旋门。杜伊勒里花园仍然保持了勒诺设计的原始风貌。

## 重建杜伊勒里宫的可能性

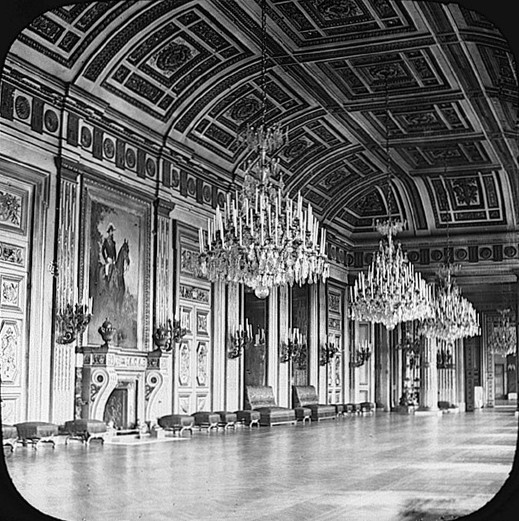
杜伊勒里宫内的一处大厅

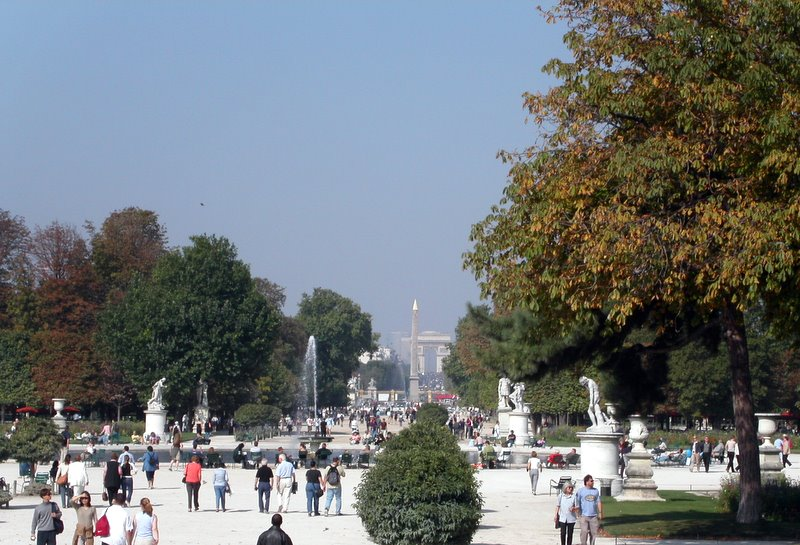
杜伊勒里花园，沿巴黎历史轴线的方向，远处可见协和广场的方尖碑，香榭丽舍大道尽头的凯旋门

2003年，一部分法国团体和个人提出重建杜伊勒里宫的构想。重建的理由之一是卢浮宫前的广场过于巨大，再加上与其相连的杜伊勒里花园，使得香榭丽舍大街向东的透视空间消失在杂乱的广场中，而在1883年之前，杜伊勒里宫的壮观立面是这条透视空间的完美终点。另一点原因是卢浮宫的中轴线与香榭丽舍大道并不在同一条直线上，而是形成一个夹角，导致视觉上的不对称（卢浮宫前的玻璃金字塔向左偏），破坏了整体的美感。第三点、也是最实际的原因，是可以利用重建的杜伊勒里宫内的庞大空间作为卢浮宫博物馆的新展览空间。
由于存在大量关于杜伊勒里宫内部房间结构、陈设、布置的图片资料，重建工作面临的技术困难非常小。同时宫中原始的家具、油画和其他陈设物品也保存完好。这些物品在1870年普法战争开始后不久就从宫中运出，以防遭受战争破坏，如今仍堆放在卢浮宫的地下库房之中。
重建杜伊勒里宫的费用初步估算为3亿欧元，可以由公众筹措，建设工作可以由法国政府指定的私人基金会承担。从2003年起，法国媒体对这一构想进行了大量报道。如果该项目获得通过，将是20世纪初以来巴黎最大公共建设工程之一。